# Doroszló
Doroszló (szerbül Дорослово / Doroslovo) falu Szerbiában, a Vajdaságban, a Nyugat-bácskai körzetben.

## Fekvése
Bácska nyugati csücskében, a Duna–Tisza–Duna-csatorna partján meghúzódó, zömmel magyarlakta kis település. Zombortól délre, 20 kilométernyi távolságra fekszik.

## Nevének eredete
Mai neve a 13. századból származik és akkori birtokosáról, Doroszlóról kapta, korábban Pető és Porboszló földje volt.

## Története
Területe ősidők óta lakott. Határában kőkori, bronzkori és késő vaskori leletek kerültek elő. 1192-ben terra Peteu et Porboseleu néven említik először. 1313-ban Duruzlou néven szerepel.
A Doroszlai nemeseknek, Jakabnak és fiainak földje volt, akik birtokaikon 1329-ben megosztoztak.
1332-ben neve szerepelt a pápai tizedjegyzékben is. Papja ekkor 15 báni pápai tizedet fizetett.
A falut a török elpusztította, csak a 18. században települt újra. Ekkor az addigi szerb lakossággal szemben ismét a magyarok kerültek többségbe. 1763-ban német családok érkeztek.
1910-ben 2722 lakosából 2602 magyar, 102 német volt. Ebből 2669 római katolikus, 32 izraelita volt.
A trianoni békeszerződésig Bács-Bodrog vármegye Apatini járásához tartozott.

## Népesség

### Demográfiai változások
| 1948 | 1953 | 1961 | 1971 | 1981 | 1991 | 2002 | 2011 | 2022 |
| ---- | ---- | ---- | ---- | ---- | ---- | ---- | ---- | ---- |
| 2906 | 2835 | 2669 | 2339 | 2131 | 1864 | 1830 | 1497 | 1084 |

## Látnivalók
Határában a Mosztonga-patak mellett ősi idők óta van egy kutacska, mely körül egykori templom és kolostor romjai látszanak. A kút már a középkorban is kedvelt zarándokhely volt, majd a török ezt is elpusztította, mígnem 1792-ben egy Zábóczky János nevű gombosi lakos a kút vízében megmosakodva visszanyerte szeme világát, azóta kb. 80 csodás eset történt a doroszlói Szentkúton.

## Híres emberek

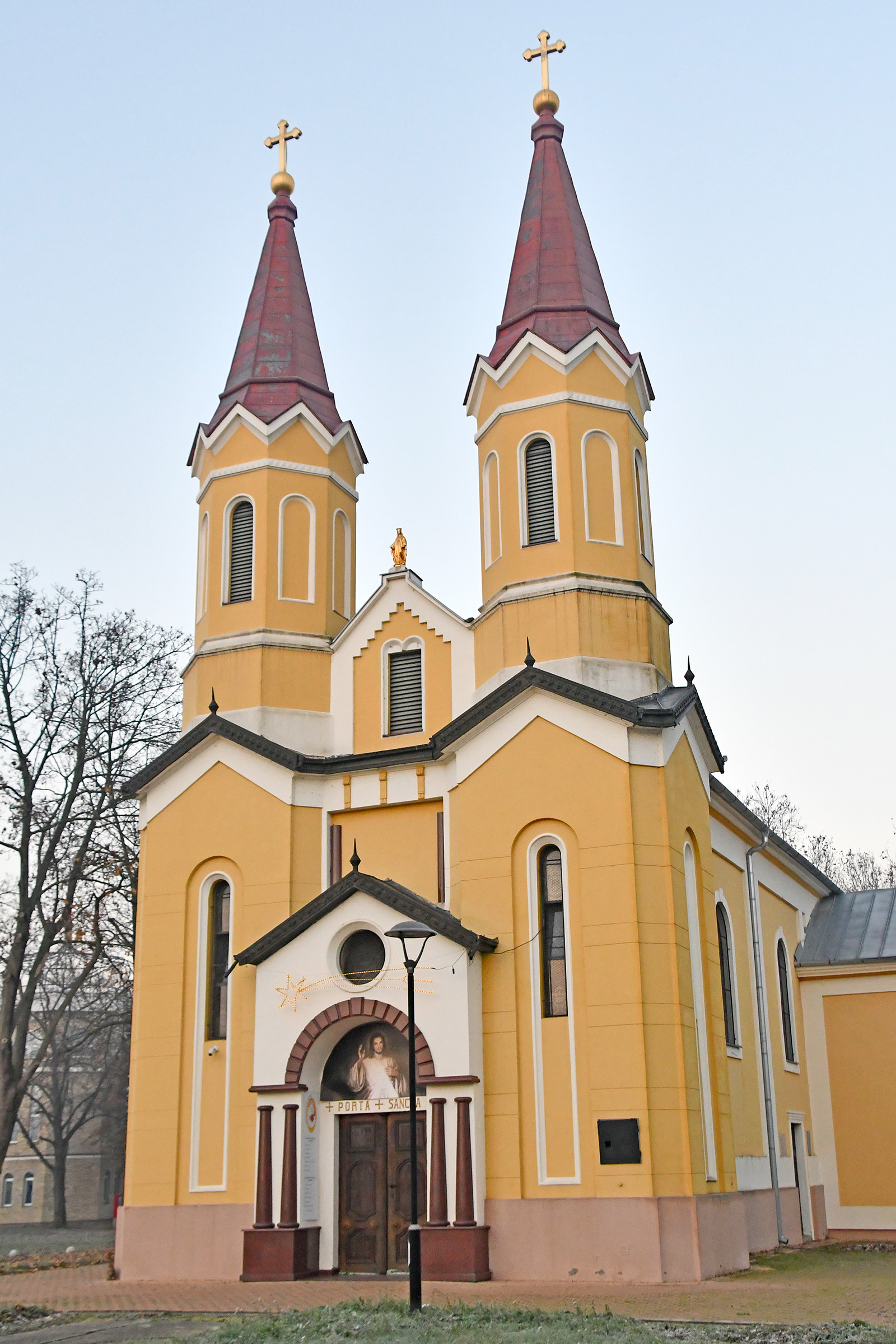
A szentkút kegykápolnája

Itt élt Fehér Ferenc költő és Herceg János író, akadémikus.